# Otto Friedrich August Busse

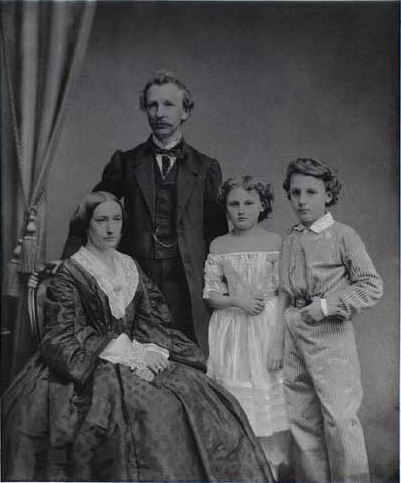
O.F.A. Busse mit Familie (1860). Sein Sohn Otto Busse ist rechts auf dem Bild.

Otto Friedrich August Busse (* 16. März 1822 in Hannoversch Münden; † 18. August 1883 in Kopenhagen) war ein deutsch-dänischer Obermaschinenmeister bei der dänischen Sjællandske Jernbane Selskab (Seeländische Eisenbahngesellschaft).
Am 1. November 1846 wurde Busse als Ingenieur bei der Sjællandske Jernbane Selskab angestellt. Er war der erste Organisator eines Maschinen- und Werkstattdienstes bei den dänischen Eisenbahnen.

## Leben
Busse kam aus dem Königreich Hannover, wo er an der Georg-August-Universität Göttingen ausgebildet wurde und nach dem Abschluss von 1839 bis 1843 an der Polytechnischen Schule in Hannover arbeitete. Praktische Kenntnisse erwarb er bei der Leipzig-Dresdner Eisenbahn-Compagnie, wo sein Onkel, Friederich Busse, Generalbevollmächtigter war. Anschließend wurde er Ingenieur in der Sächsischen Maschinenbau-Compagnie (Rabenstein Maschinenfabrik) in Chemnitz und war dort als Lokomotivkonstrukteur und Leiter der Lokomotivwerkstatt tätig, bis er am 1. November 1846 eine Stelle als Maschinenmeister bei den zu diesem Zeitpunkt geplanten Sjællandske Vestbanen mit einem Jahresgehalt von 800 Riksdaler antrat.
Die Strecke war im Bau, es waren noch keine Lokomotiven oder Wagen geliefert. Lokomotiven waren am 7. April 1845 bei Sharp Brothers, Personenwagen bei Hoff in Kopenhagen und Güterwagen bei Weißbach (oder Weisbach) in Berlin und Röhe & Wienbarg in Altona bestellt worden.
Da bei den Vestbanen noch keine dänischen Mitarbeiter vorhanden waren, die mit dem Eisenbahnbetrieb vertraut waren, brachte Busse die drei Lokomotivführer Saalbach, Stender und Delfo von der Leipzig-Dresdner Eisenbahn-Compagnie mit. Delfo verlor sein Leben bereits im ersten Winter, als er bei einem Schneesturm im Hauptbahnhof von Kopenhagen überfahren wurde. Saalbach fuhr auf Sjælland Züge bis 1885. Als die Sjællandske Vestbane ihren Betrieb aufnahm, war Busse Vorgesetzter von drei Lokführern, drei Heizern und 15 Werkstättenarbeitern. An Fahrzeugen standen fünf Dampflokomotiven, vier Tender, ein Bahnpostwagen und 18 Reisezugwagen zur Verfügung, am 1. Oktober 1847 zudem noch 50 Güterwagen.
1850 erhielt Busse ein Angebot, Maschinenmeister der Zarskoje-Selo-Bahn zu werden, was er jedoch ablehnte.
Die Lokomotiven von Sharp Brothers und die folgenden Crampton-Lokomotiven waren sehr störungsanfällig, so dass Busse den Werkstattbetrieb sehr bald erweitern musste. Deshalb ging die nächste Bestellung 1858 an die Maschinenfabrik Esslingen.
Busse erlernte schnell die dänische Sprache und leitete das Unternehmen in patriarchisch strengem Sinne. Er führte die Krankenkasse des Unternehmens und war Vorsitzender der Pensionskasse.
Bis zu seinem Tode wurden 71 Lokomotiven, 273 Reisezugwagen, 25 Bahnpostwagen, 26 Gepäckwagen, 266 geschlossene und 608 offene Güterwagen, 173 Spezialwagen für Holz und interne Transportdienste sowie zehn Privatwagen für die Brauerei Jacobsen geliefert.
Busse wurde auf dem Assistenzfriedhof in Kopenhagen begraben.

## Werkstätte
Die erste Werkstatt bestand am Anfang nur aus drei Teilen: einem eingleisigen Lokschuppen, einer eingleisigen Lokomotivwerkstatt und einer kleinen mechanischen Werkstatt mit Lager und Büro, wo Busse seinen Schreibtisch hatte. Über dem Lokschuppen und dem Werkstattgebäude lag die Wohnung des Maschinenmeisters mit einem Zugang durch den Lokschuppen und entlang des Revisionsgleises. Dort wurde am 16. Juli 1850 sein Sohn, der spätere Technische Direktor der Danske Statsbaner, Otto Frederik August Busse geboren.

## Ehrungen
Busse erhielt 1864 nach Eröffnung der Nordbane das Ritterkreuz des Dannebrogordens‎ sowie 1875 das Dannebrog-Kreuz in Silber, womit er Dannebrogsmænd wurde.